# Скотт, Хиллари
Это статья об американской певице; о порноактрисе см. Скотт, Хиллари (порноактриса).
Хиллари Скотт (род. 1 апреля 1986) — американская исполнительница и автор песен в стиле кантри, вокалистка трио Lady Antebellum.

## Биография и музыкальная карьера
Хиллари Скотт родилась и выросла в Нашвилле в семье музыкантов. Мать Хиллари — кантри-исполнительница 90-х годов Линда Дэйвис. В юности Хиллари не хотела становиться музыкантом, поскольку не желала уезжать из дома на долгие сроки. Первое выступление Хиллари состоялось на рождественском концерте в Нашвилле, организованном её матерью. После этого выступления девушка решила и далее заниматься музыкой.
Хиллари Скотт работала с автором-исполнителем Викторией Шоу и стала популярна в кантри-кругах благодаря ей, но не смогла найти и подписать контракт со звукозаписывающим лейблом. Она дважды проходила прослушивание на конкурс American Idol, но оба раза получала отказ от судей. Некоторое время спустя Хиллари случайно познакомилась с Чарльзом Келли, будущим коллегой по группе Lady Antebellum, в одном из баров Нашвилла, узнав его по фото на странице в MySpace, где она слушала выложенную им музыку Певица присоединилась к проекту Келли и его друга Дэйва Хэйвуда, и вскоре образовалась группа.

### Lady Antebellum
Музыкальная карьера Хиллари Скотт началась в 2006 году в качестве участницы кантри-трио Lady Antebellum. Группа подписала контракт со звукозаписывающим лейблом Capitol Records и 2 октября 2007 года выпустила дебютный сингл «Love Don’t Live Here», занявший 3 место в чарте Billboard Hot Country Songs. Дебютный альбом группы, также названный Lady Antebellum появился 15 апреля 2008 года и дебютировал сразу же на 1 месте чарта кантри-альбомов Billboard Top Country Albums. Второй альбом Need You Now вышел 26 января 2010 года и дебютировал 1 месте основного хит-парада альбомов Billboard 200; он получил статус 3x Платинового в США и был номинирован на премию «Грэмми» 2011 года в категории Альбом года.

### Другие проекты
Хиллари Скотт участвовала в записи бэк-вокала для сингла кантри-певца Люка Брайана «Do I», который был написан в соавторстве с музыкантами Lady Antebellum — Чарльзом Келли и Дэйвом Хэйвудом. Сингл занял 2 место в чарте Billboard Hot Country Songs и получил статус Золотого в США. Также Хиллари стала соавтором и бэк-вокалисткой песни Сары Эванс «A Little Bit Stronger», вышедшей 20 сентября 2010 года.

## Личная жизнь
С 7 января 2012 года Скотт замужем за барабанщиком из Нашвилла Крисом Тирреллом. Они познакомились в колледже и возобновили общение в начале 2010 года, когда Lady A и кантри-группа Love and Theft, в которой Тиррелл тогда играл на барабанах, выступали на разогреве в туре Тима Макгро «Southern Voice». Они начали встречаться в июле 2010 года. У супругов четыре дочери: Айсли Кэй Тиррелл (род. 22 июля 2013), близнецы Бетси Мак Тиррелл и Эмори ДжоЭнн Тиррелл (род. 29 января 2018), и Села Джин Тиррелл (род. 25 июля 2025). В сентябре 2015 года у Скотт случился выкидыш, который вдохновил её на написание песни «Thy Will», ставшей синглом и вошедшей в альбом «Love Remains».

## Дискография

### Lady Antebellum
- Lady Antebellum (2008)
- Need You Now (2010)
- Own the Night (2010)

EP
- A Merry Little Christmas

### Совместные альбомы
| Год  | Альбом                                                                                         |
| ---- | ---------------------------------------------------------------------------------------------- |
| 2003 | Family Christmas (с Линдой Дэйвис и Лэнгом Скоттом) - Издан: 2003 - Лейбл: Center Hill Records |

### Участие в качестве приглашённой звезды
| Год  | Сингл               | Исполнитель | Позиции в чартах | Альбом               |
| Год  | Сингл               | Исполнитель | US AC            | Альбом               |
| ---- | ------------------- | ----------- | ---------------- | -------------------- |
| 2010 | «Christmas Tonight» | Дэйв Барнз  | 12               | Very Merry Christmas |

### Награды и номинации
| Год  | Награда                         | Номинация                                                            | Результат |
| ---- | ------------------------------- | -------------------------------------------------------------------- | --------- |
| 2008 | SESAC                           | Автор песен года                                                     | Победа    |
| 2009 | Academy of Country Music Awards | Песня года — «Need You Now»                                          | Победа    |
| 2010 | SESAC                           | Автор песен года                                                     | Победа    |
| 2010 | «Грэмми»                        | Лучшая кантри песня — «I Run to You»                                 | Номинация |
| 2010 | Country Music Association       | Песня года — «Need You Now»                                          | Номинация |
| 2011 | «Грэмми»                        | Альбом года — Need You Now                                           | Номинация |
| 2011 | «Грэмми»                        | Лучший кантри альбом — Need You Now                                  | Победа    |
| 2011 | «Грэмми»                        | Запись года — «Need You Now»                                         | Победа    |
| 2011 | «Грэмми»                        | Песня года — «Need You Now»                                          | Победа    |
| 2011 | «Грэмми»                        | Лучшее вокальное кантри исполнение дуэта или группы — «Need You Now» | Победа    |
| 2011 | «Грэмми»                        | Лучшая кантри песня — «Need You Now»                                 | Победа    |